# Schlusspunktmethode
Die Schlusspunktmethode ist eine Methode, eine Sucht zu besiegen. Sie wird oft im Bereich des Tabakrauchentzugs eingesetzt. Der Raucher bestimmt einen Tag, an dem er mit dem Rauchen aufhören will und beendet an diesem festgelegten Datum seinen Tabakkonsum.
Viele Süchtige hören von einem auf den anderen Tag auf, ohne vorher das Datum festgelegt zu haben. Dies kann auch unter dem Begriff Schlusspunktmethode erfasst werden.
Unter anderem empfehlen die BZgA und das WHO-Kollaborationszentrum für Tabakkontrolle Heidelberg die so genannte Schlusspunktmethode, weil ca. 80 bis 90 % der ehemaligen Raucher, die seit längerem Nichtraucher sind, es mit dieser Methode geschafft haben, mit dem Rauchen aufzuhören.
Laut der Studie "Nicotine replacement therapy for smoking cessation", sind ca. drei bis fünf Prozent der Raucher, die nach der Schlusspunktmethode aufhören, nach sechs bis zwölf Monaten noch Nichtraucher, die restlichen 95 bis 97 % werden rückfällig. NRTs helfen weiteren zwei bis drei Prozent.
Die Angaben der BZgA/WHO-Kollaborationszentrum für Tabakkontrolle Heidelberg und die Aussagen der Studie "Nicotine replacement therapy for smoking cessation" lassen sich vereinbaren, wenn man davon ausgeht, dass ca. sechs von 100 entwöhnenden Tabakrauchern es schaffen, länger als zwölf Monate abstinent zu bleiben. Von diesen sechs Personen haben es demnach ca. vier bis sechs Personen (ca. 80 bis 90 %) erfolgreich mit der Schlusspunktmethode geschafft.